# Cericium luteoincrustatum
Cericium luteoincrustatum là một loài nấm thuộc chi đơn loài Cericium, họ Cystostereaceae.